# Château de Beaulon
Pour les articles homonymes, voir Château de Beaulon (homonymie).
Le château de Beaulon est un édifice de style Louis XII et Renaissance, situé dans l'ancienne province de la Saintonge, sur la commune de Saint-Dizant-du-Gua, dans le département de la Charente-Maritime en région Nouvelle-Aquitaine.
Entouré du vignoble producteur de pineau et de cognac, il est connu pour ses exsurgences artésiennes appelées Fontaines bleues que l'on rencontre au détour de son parc labellisé « Jardin remarquable ».
Le château est inscrit à l'inventaire supplémentaire des monuments historiques le 16 décembre 1987, son parc figure également depuis 1990 au pré-inventaire des monuments historiques.

## Historique
Publiée sans références et répétée sans discernement par les uns et les autres, l'histoire selon laquelle ce serait vers 1480 (fin du règne de Louis XI) que la famille de Vinsons aurait fait construire le château qui prendra le nom de Beaulon en 1510, lorsque la seigneurie de Saint-Dizant aura été acquise par la famille de Beaulon, en 1502, ou un peu avant, relève de la légende. Il en est de même pour l'assertion selon laquelle le château aurait été reconstruit par Jacques de Beaulon dans sa partie ouest dans le style Renaissance, après un incendie en 1510.
De manière indiscutable, c'est à la suite d'une transaction conclue en 1503, entre Jean de Belleville, seigneur de Conac, d'une part, Hugues Tartarin, viguier de Conac, et Françoise Tartarin, sa sœur, épouse de Pierre de Beaulon, procureur au parlement de Bordeaux, d'autre part, que naît la seigneurie de Beaulon, au bourg de Saint-Dizant-du-Gua. Par cet acte, il est concédé à Hugues et à Françoise Tartarin, représentée par son mari, les droits de moyenne et de basse justice sur une partie de la paroisse de Saint-Dizant-du-Gua. De ce fait, ils deviennent alors vassaux des seigneurs de Conac, et ils se voient autorisés à faire élever dans la foulée, où bon leur semblera sur leur nouvelle terre, une maison noble, forte et défendable, où ils pourront faire construire une barbacane, des créneaux, archères, fossés et mâchicoulis, mais sans pont-levis. Ils leur est également concédé par cet acte les droits de garenne, de fuie (pigeonnier seigneurial) et d'étang.
Après le décès de François de Beaulon, conseiller au parlement de Bordeaux, mort sans enfant de Françoise de Talleyrand, la terre est saisie en 1591 à la requête des jésuites de Bordeaux pour non-paiement de rente et ce malgré l'intervention d'Henri IV.
Au début du XVIIe siècle Beaulon devient la propriété de la famille de Nesmond, représentée sous les règnes de Louis XIII et de Louis XIV par François-Théodore de Nesmond (1598-1664), d'abord conseiller au parlement de Bordeaux, puis devenu surintendant du prince de Condé, conseiller du roi en ses conseils privés et président à mortier du parlement de Paris, marié en 1624 avec Anne de Lamoignon. Il demeure à Paris, en son hôtel situé 55-57 quai de la Tournelle (actuel siège de l'association La Demeure historique). Par la suite, la terre de Beaulon échoit par héritage à son fils, Monseigneur François de Nesmond, évêque de Bayeux et conseiller de Louis XIV. C'est lui qui vend en 1712 la seigneurie de Beaulon, pourvue du droit de haute justice depuis 1635, à Louis-Amable de Bigot, conseiller en la grand chambre du parlement de Bordeaux.
Il est généralement admis que c'est au temps des Nesmond, au XVIIe siècle, que le château de Beaulon aurait fait office de résidence d'été des évêques de Bordeaux.
Devenu par la suite la propriété de Charlotte-Adélaïde de Bigot, mariée en 1807 avec Josias de Brémond d'Ars, le domaine de Beaulon est acquis en 1833 par Charles-Henri Manès, l'année où sa fille, qui héritera par la suite du château, épouse Pharamond-Amédée de la Porte.
En 1965, le château de Beaulon devient la propriété de Christian Thomas. Depuis cette année où il acquit le domaine, des travaux de rénovation importants ont été effectués tant au niveau des bâtiments que de l'aménagement et l'embellissement des vignobles. Inscrit monument historique en 1987 grâce à la pugnacité de son propriétaire, après cinq siècles d'existence, le domaine familial, depuis une quarantaine d'années, accueille les visiteurs.

## Architecture

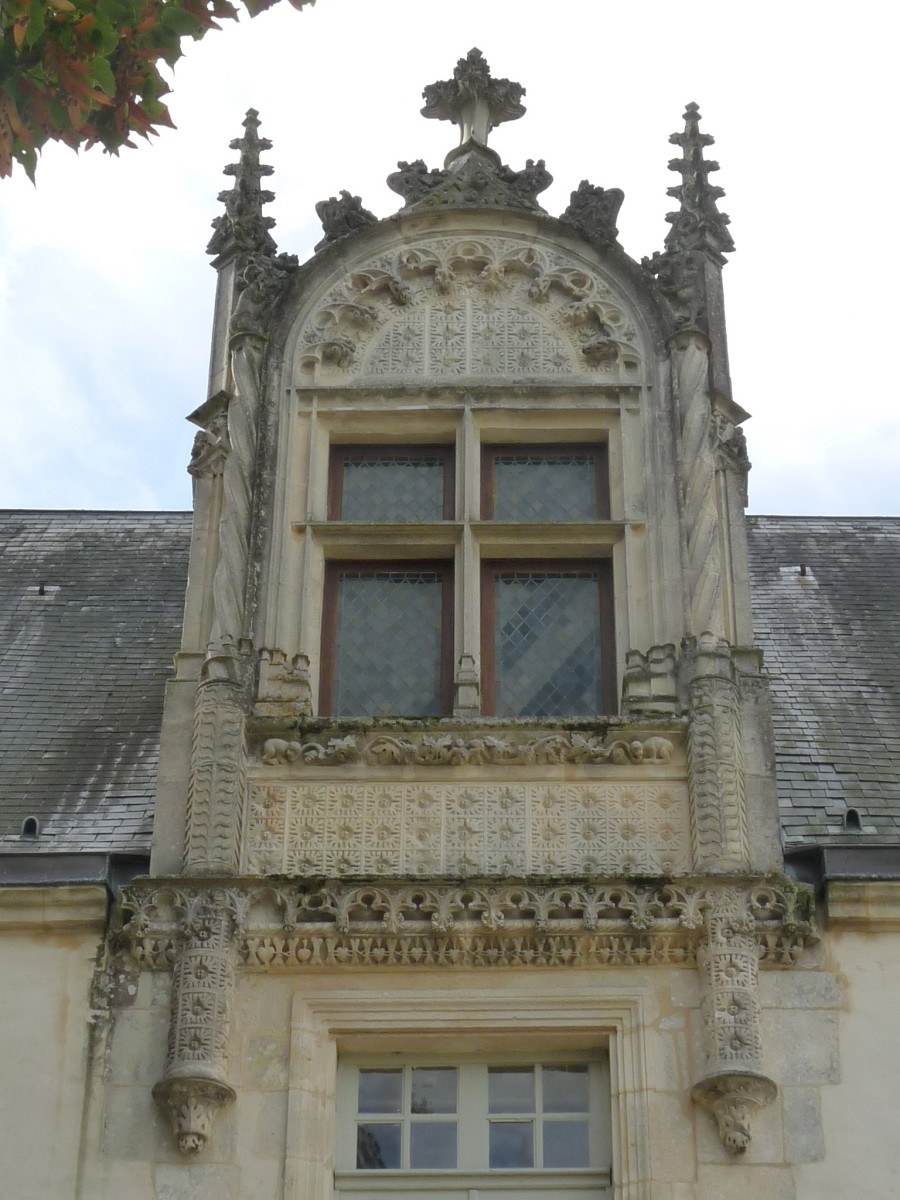
Lucarne de style Louis XII, formant la transition entre l'art gothique finissant et la Renaissance française (vers 1510).

Fatalement construit peu après 1503 et non à partir de 1480, comme il l'est encore trop souvent rappelé,, le corps de logis est surmonté d'une haute toiture couverte d'ardoises et à deux versants prenant appui sur deux pignons munis de rampants à crochets. C'est la façade nord qui révèle le style initial de la construction, à l'exception de la lucarne ouest et des bâtiments plus tardifs flanqués de part et d'autre.
À l'époque, en architecture, on préfère juxtaposer plutôt que de synthétiser ; c'est ainsi que l'édifice présente deux lucarnes de style très différent. Cette tendance encore toute médiévale de s'adapter à la configuration du terrain, à la desserte intérieure des pièces ou encore, de compléter parcimonieusement les édifices dans le style du moment, sans pour autant chercher la symétrie, ne s'éteindra définitivement qu'avec l'arrivée du classicisme français au cours du règne de Louis XIV. On retrouvera toutefois un regain d'intérêt pour ce type de "collage" architectural,avec Hector Guimard et Louis Majorelle lors du mouvement Art nouveau, si friand de décrochements, de mélanges de matériaux et de pittoresque.
La lucarne de gauche, élément majeur de la composition, est un somptueux témoignage du style Louis XII, formant la transition entre l'art gothique finissant et la Renaissance française. Tout en respectant le schéma gothique traditionnel, une nouvelle étape ornementale classicisante est franchie, avec un décor qui devient italianisant. Placée dans l'aplomb d'une travée de fenêtres, l'ogive du gable est devenu ici un arc en plein cintre qui se découpe sur le fond sombre des ardoises du toit. Si les festons et les motifs de choux frisés à crochets surmontant la lucarne restent dans l'esprit du gothique flamboyant, les ornementations stylisées d'inspiration florale, sculptées en damier, ainsi que la corniche à rais-de-cœur, annoncent déjà la Renaissance française. Les petits pinacles à colonnes torses, représentent quant à eux l’un des ornements communs au répertoire français et espagnol, depuis son apparition dans la région de Valence au XVe siècle.
La seconde lucarne de style Renaissance française, contraste par sa rigueur. Elle manifeste par son fronton triangulaire épuré, du passage  vers le classicisme, avec dès les années 1526, une application plus savante des ordres antiques en architecture. Malgré cette rupture de style, la juxtaposition de ces deux lucarnes de style très différent, ne porte pas atteinte à l'harmonie de l'édifice, dont la dissymétrie architecturale témoigne d'une construction qui a traversé cinq siècles d'histoire.
Typique de l'époque, l'escalier, obsession généralement étrangère à la Renaissance italienne, est considéré ici encore, comme l'élément français autour duquel gravitera le château tout entier : C'est ainsi que la tour d'escalier polygonale prévue au château de Beaulon fut remplacée au cours du XVIe siècle par un escalier rampe sur rampe, qui bien plus qu'une importation italienne, semble bien appartenir au répertoire de l'Ouest de la France depuis le XVe siècle. C'est pourquoi, l'escalier monumental qu'on appelle « à l'italienne », s'il a été rénové, a toujours fait partie de la tour originale qui nous est parvenue aujourd'hui.
Le pigeonnier, une tour cylindrique datée de 1740, présente un toit conique recouvert de tuiles plates de terre cuite et percé de lucarnes à frontons de pierre. À l'intérieur se trouvent 1500 boulins (nids) en pierre et en poterie (de La Chapelle-des-Pots - XVIIIe siècle). Pour accéder aux nids, une échelle tournante est également une curiosité à ne pas manquer.

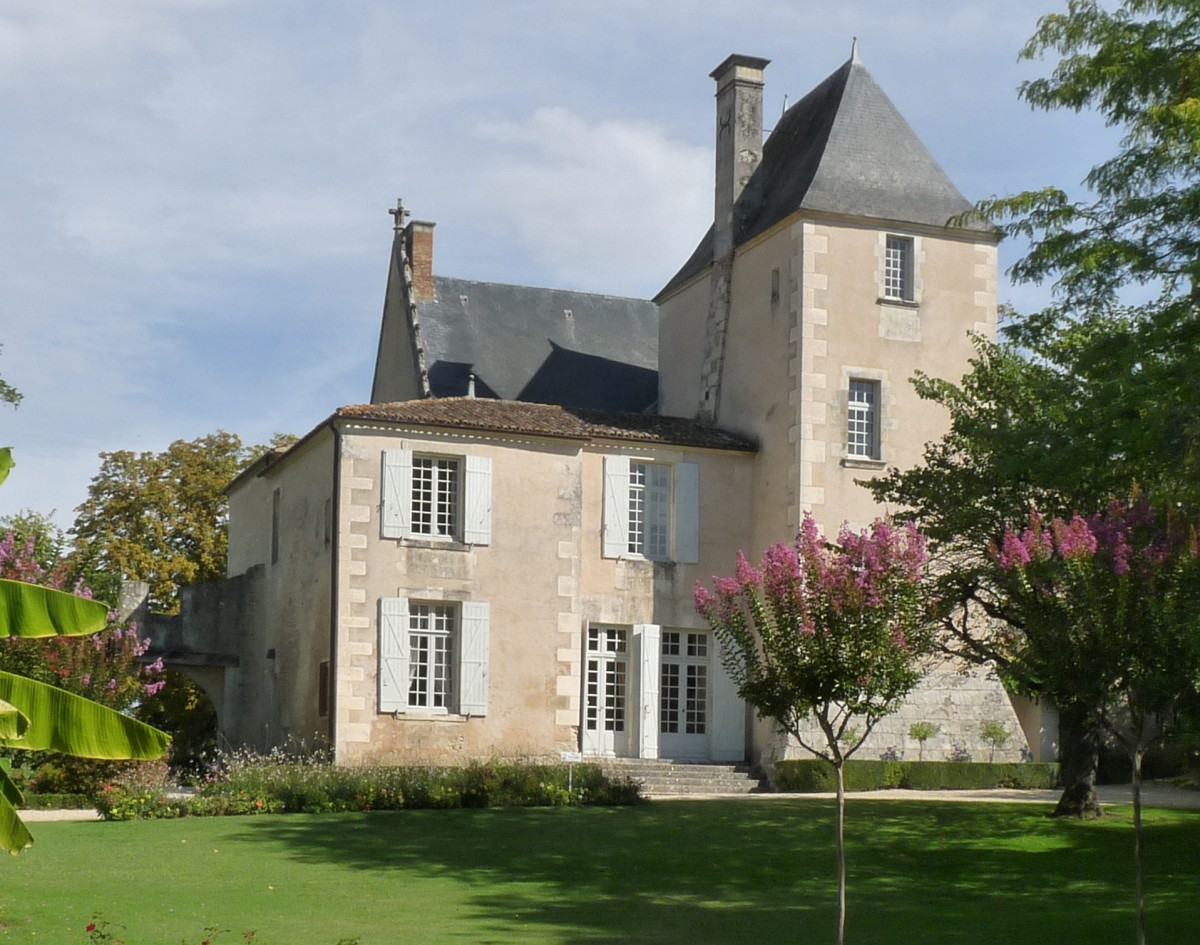
Façade sud du château (1480-1520).
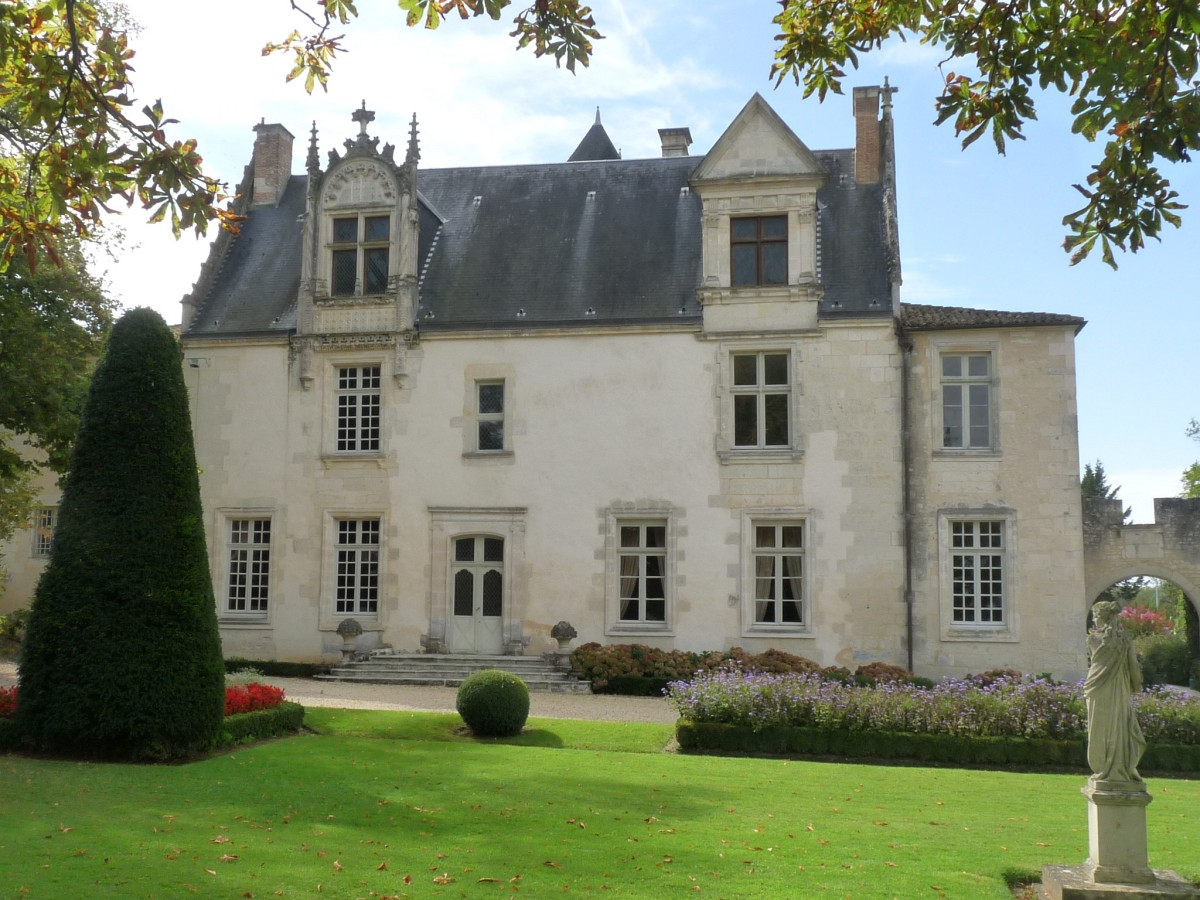
Façade nord du château ([480-1520).
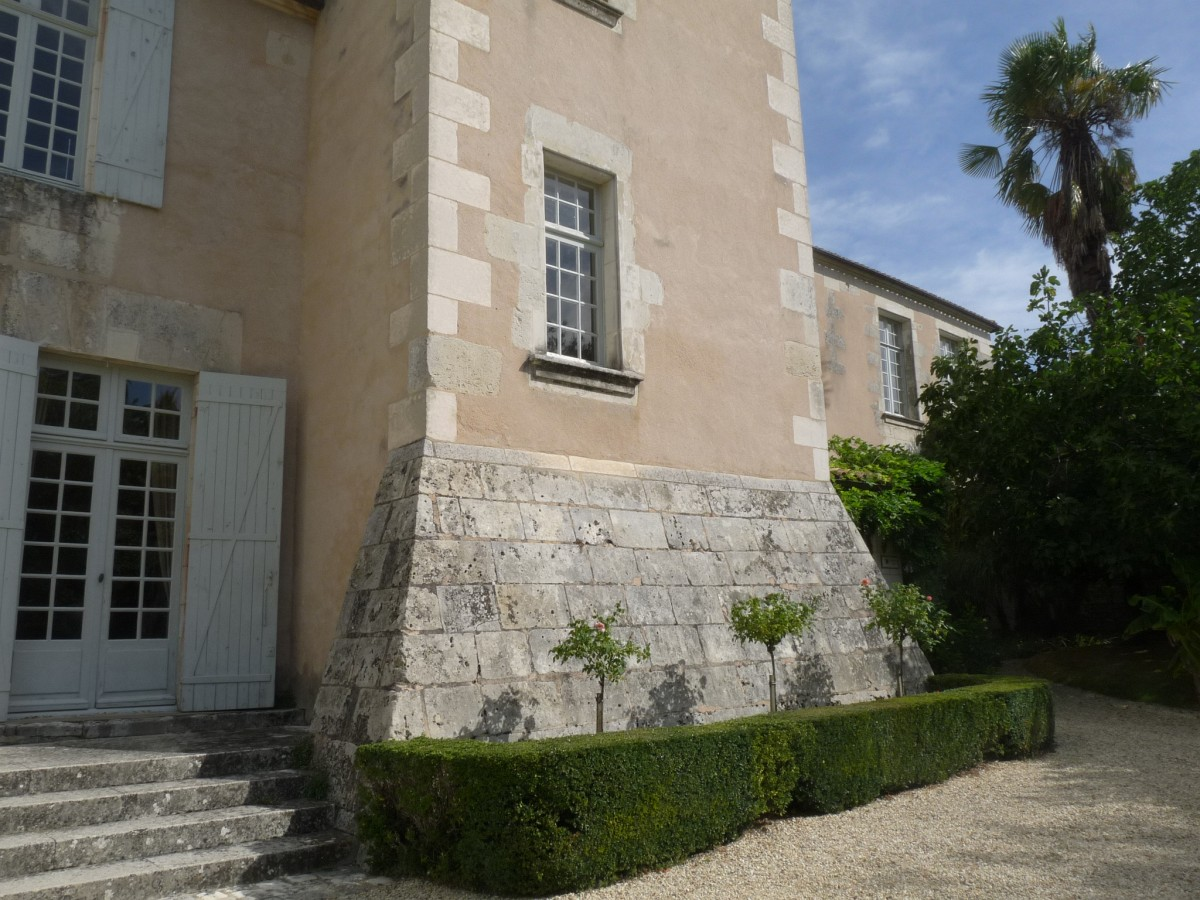
Base de la tour sud du château, remaniée au XVIIe siècle.
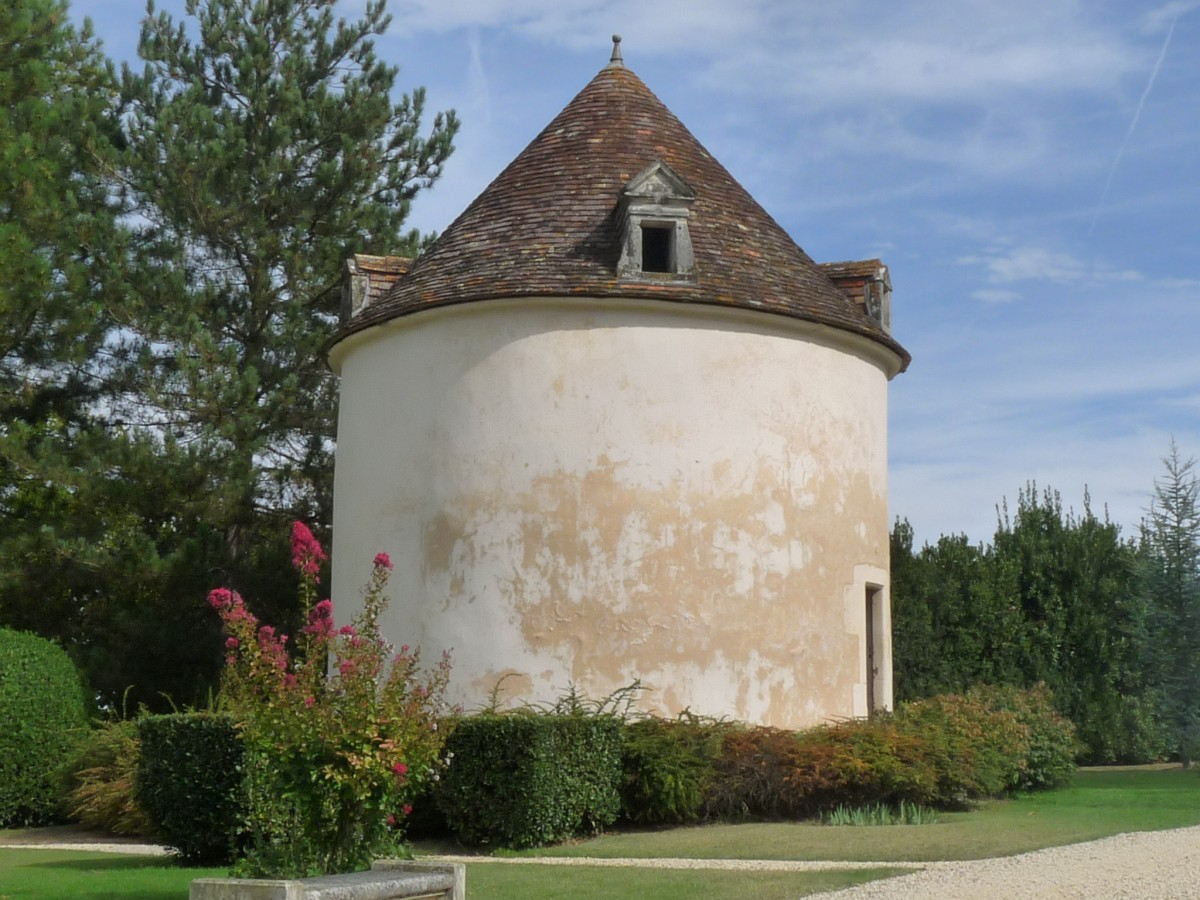
Le pigeonnier daté de 1740.

## Jardins

### Le parc
Le château est agrémenté d'un jardin à la française et d'un parc anglais qui s'étend sur 13 hectares. L'ensemble est labellisé « Jardin remarquable ».
Lors du passage de la grille du parc, le visiteur est accueilli par des conifères taillés puis par des plantations exotiques (bananiers) qui profitent de la douceur du climat de la région.
Le parc figure depuis 1990 au pré-inventaire des monuments historiques.

Le parc
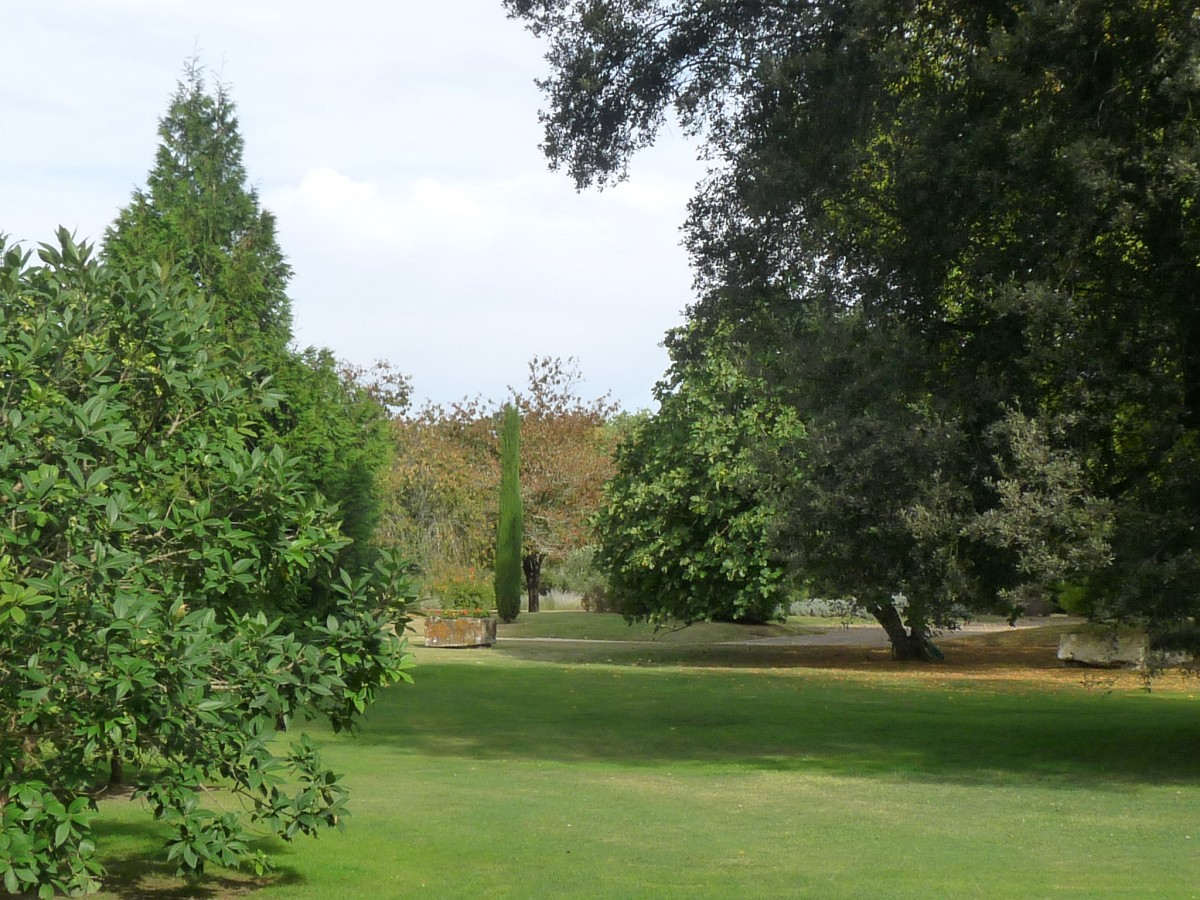
Le tapis vert.
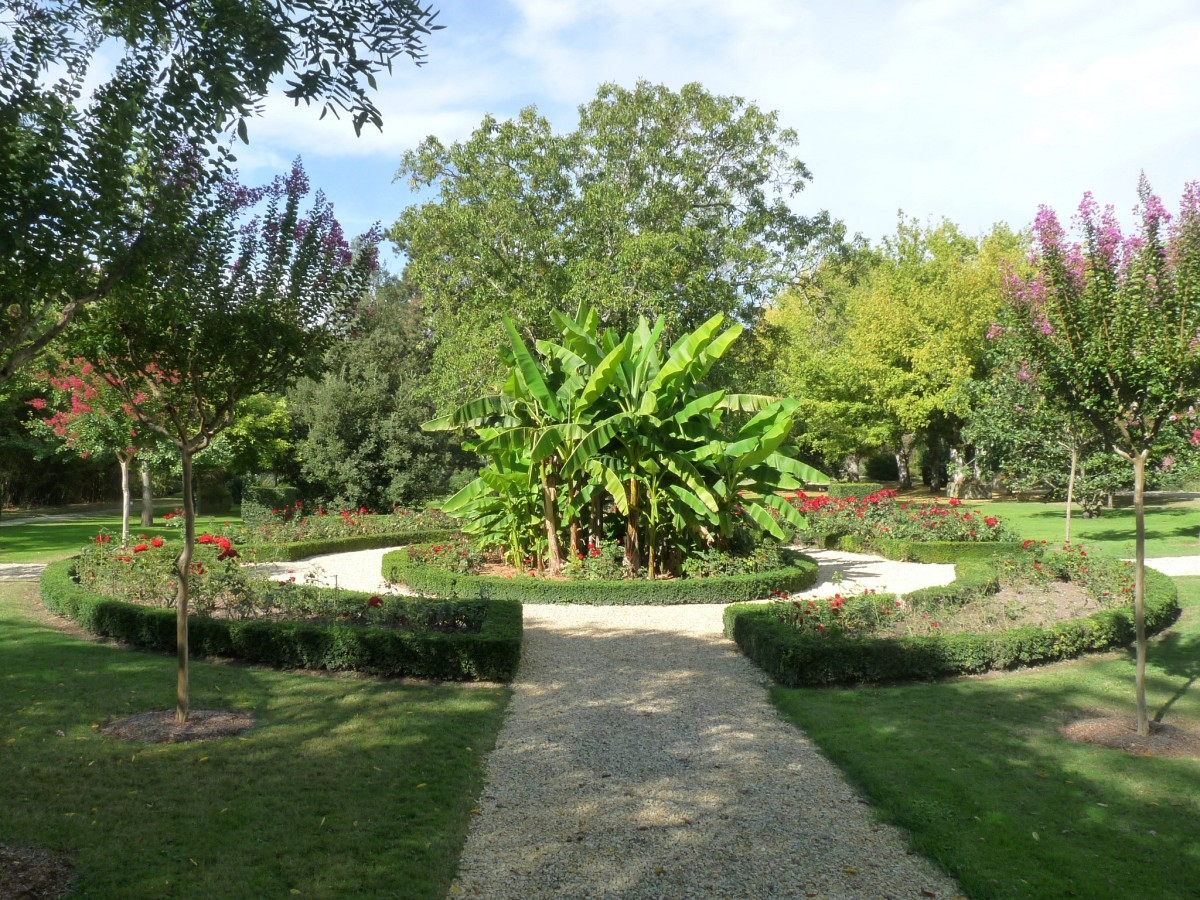
Le bosquet aux bananiers.
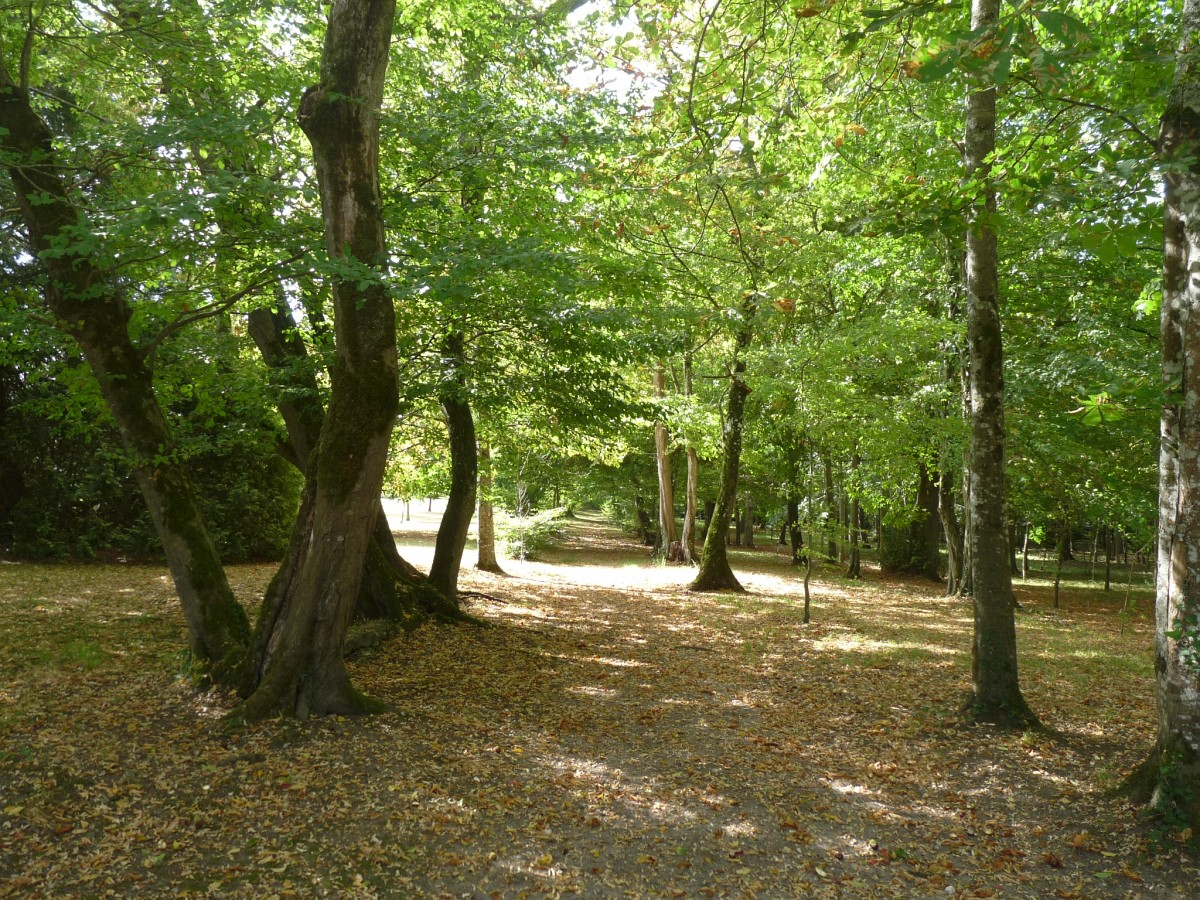
La charmille.
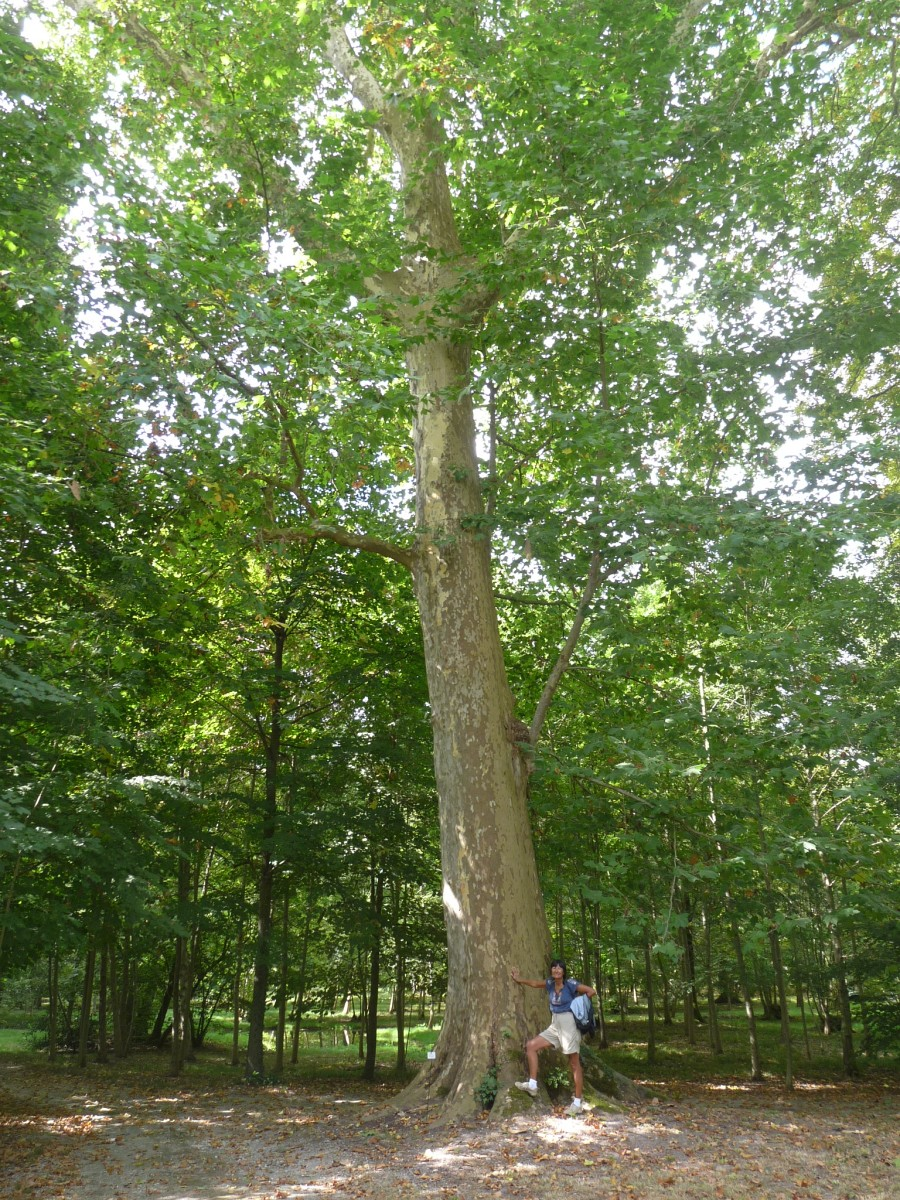
Le platane.
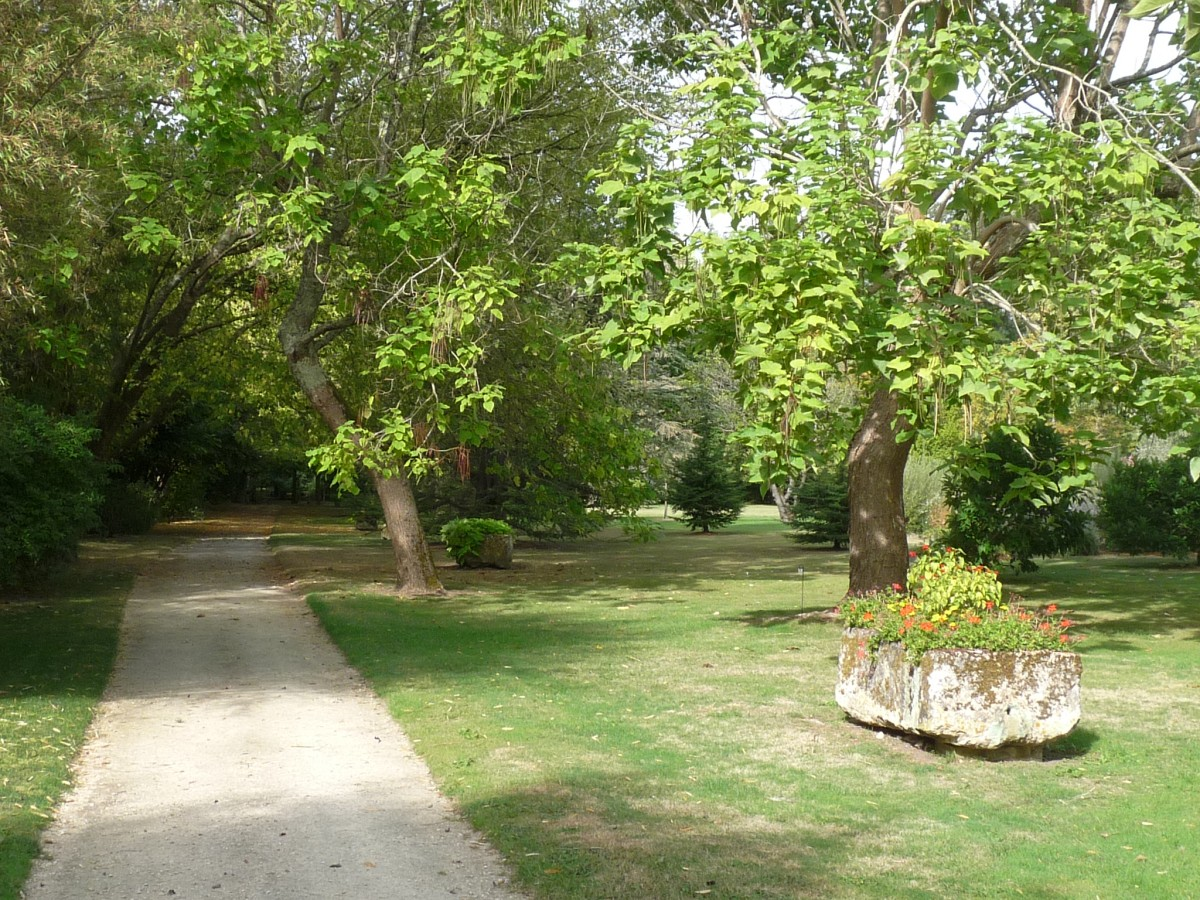
Les catalpas.
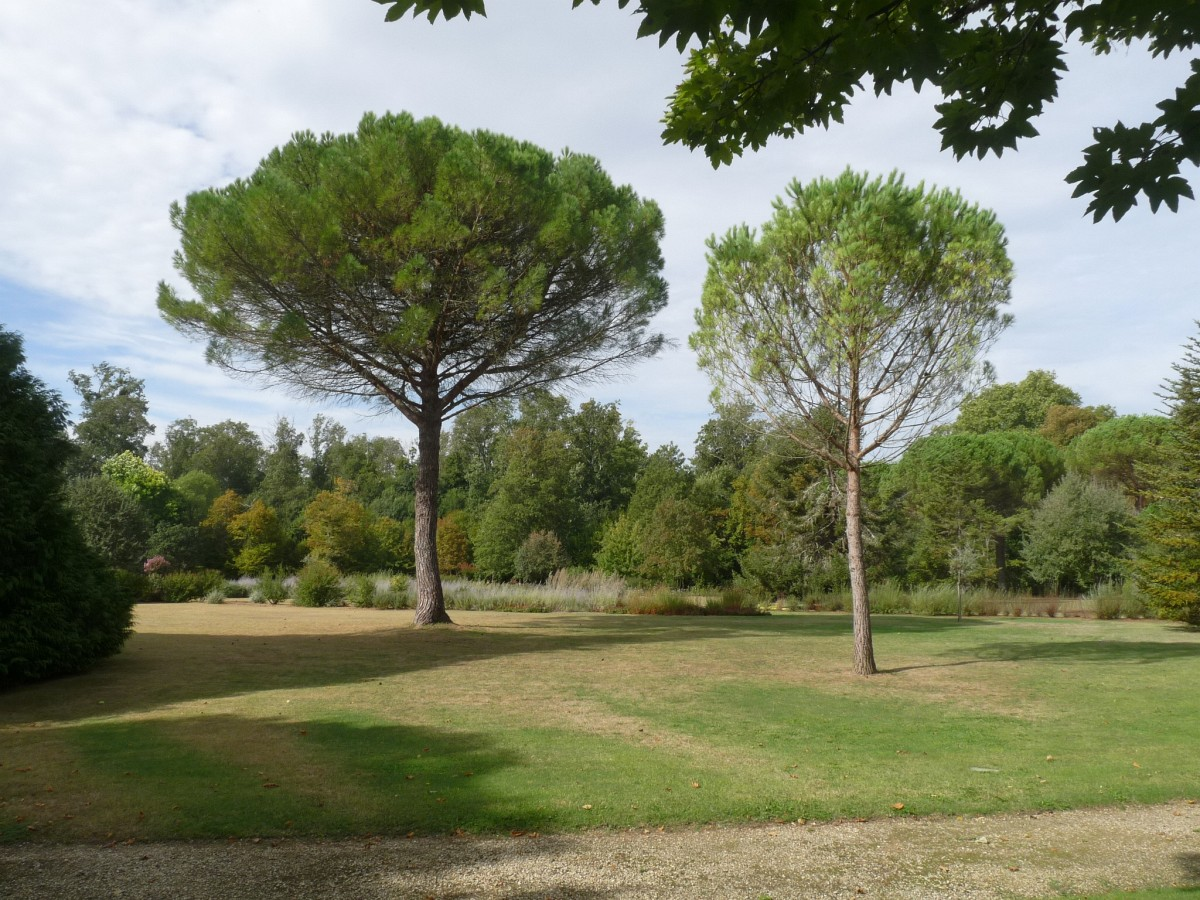
Les pins parasols.

### Les Fontaines bleues
Les Fontaines bleues intriguent par leur couleur : ce sont des exsurgences artésiennes dont la couleur bleu turquoise est due à la présence d'algues microscopiques. Au milieu de la clairière, les bassins des fontaines forment des entonnoirs de 10 à 18 mètres de profondeur, et l'eau, d'une température constante de 13 °C, s'écoule avec un fort débit et forme l'Étier de Beaulon. Chaque fontaine porte un nom : la Grande Fontaine, le Miroir des fées, la Fontaine aux fées, les Fontaines sereines, les Sources vives, et la Fontaine de la Main rouge avec sa légende. Autour, l'aménagement a été étudié en jardin sauvage avec sous-bois d'aulnes, de frênes, d'érables et des vivaces autochtones.
Les libellules sont très présentes.
L'accès aux Fontaines bleues par le chemin de gauche, puis le retour par celui de droite, permettent d'accéder au chai du château.

Les Fontaines bleues
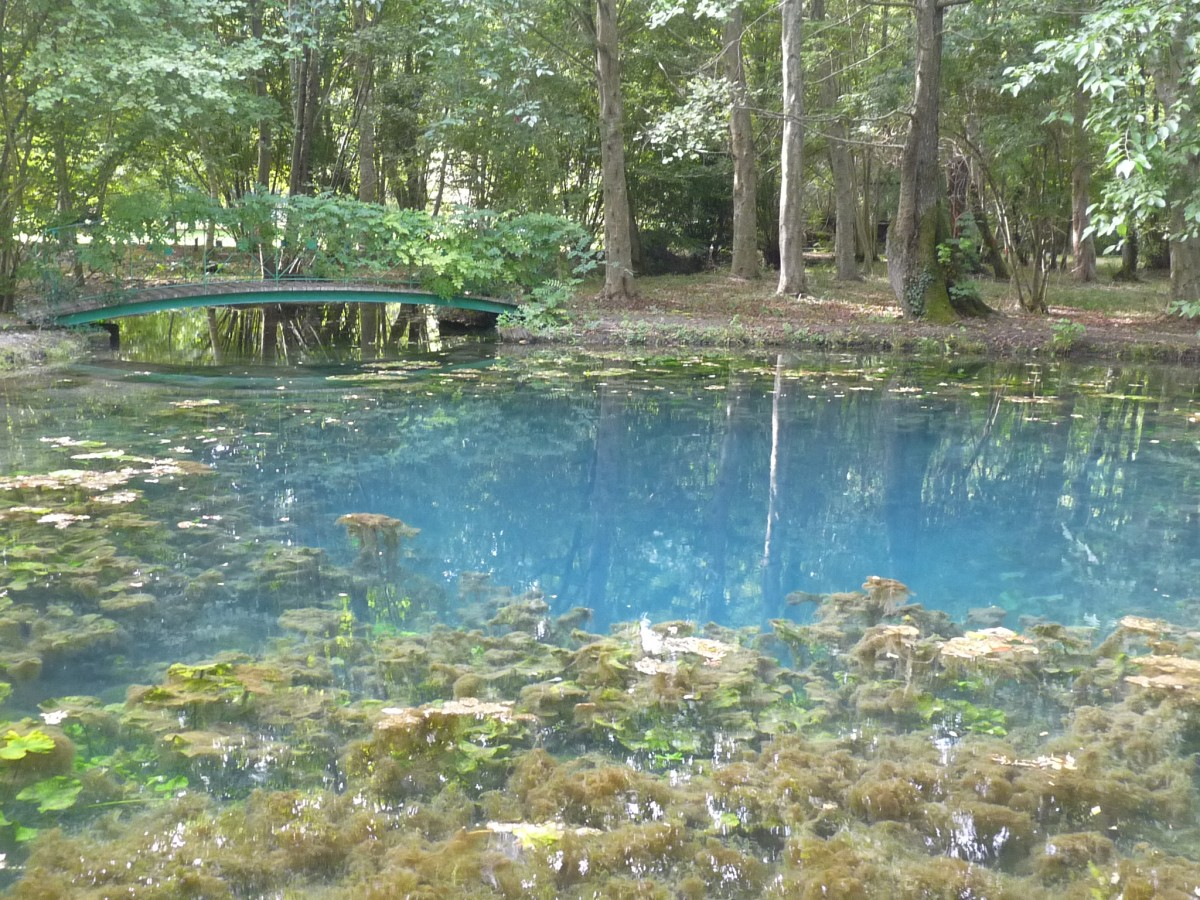
La Fontaine aux fées
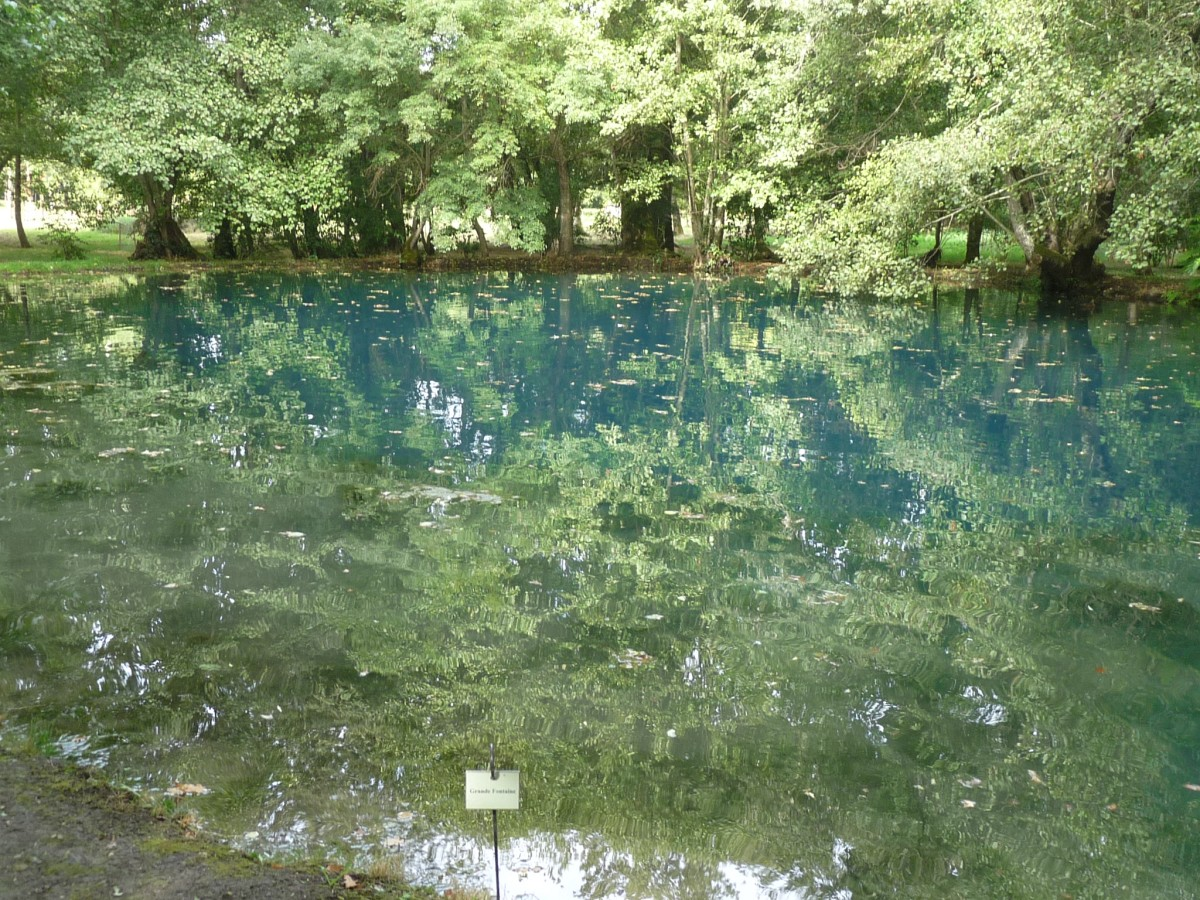
La Grande fontaine
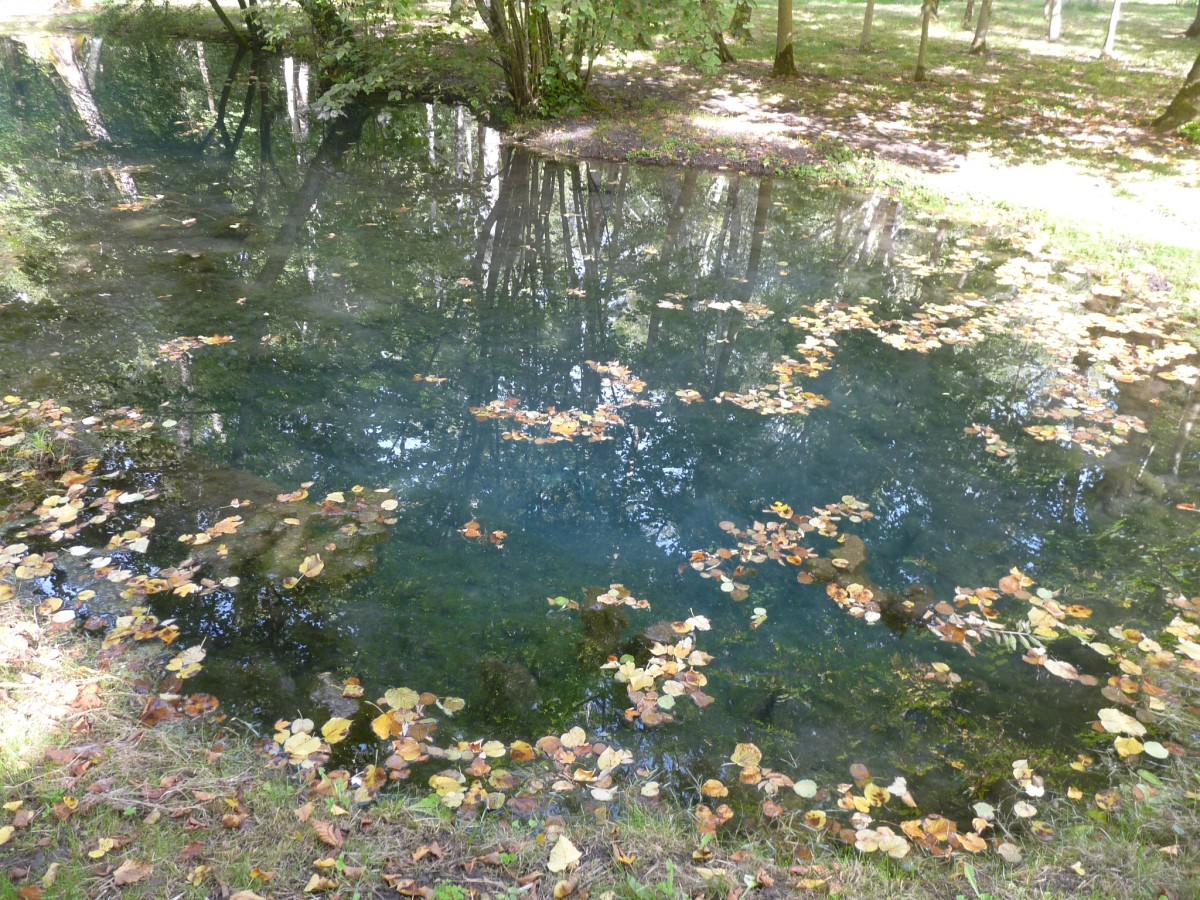
Fontaine de la Main rouge
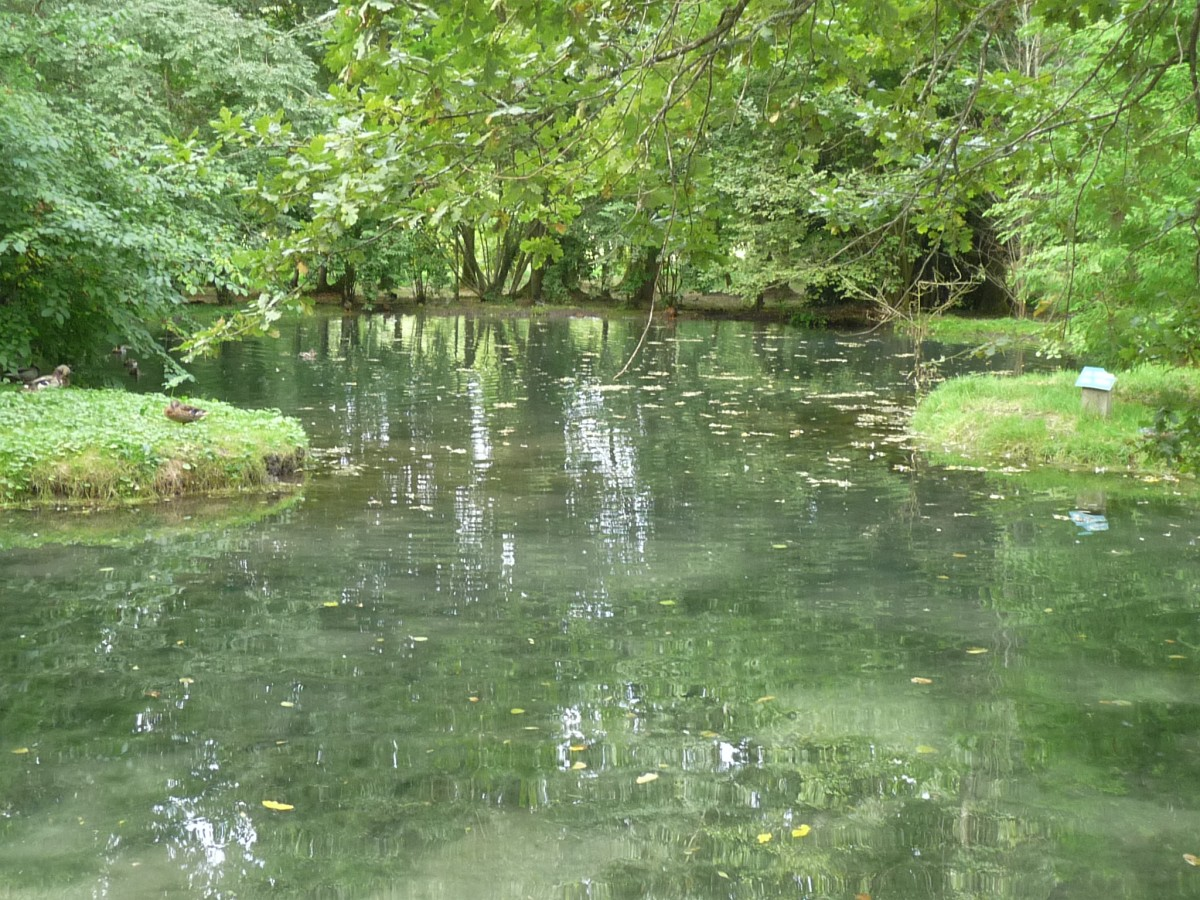
Le Miroir des fées
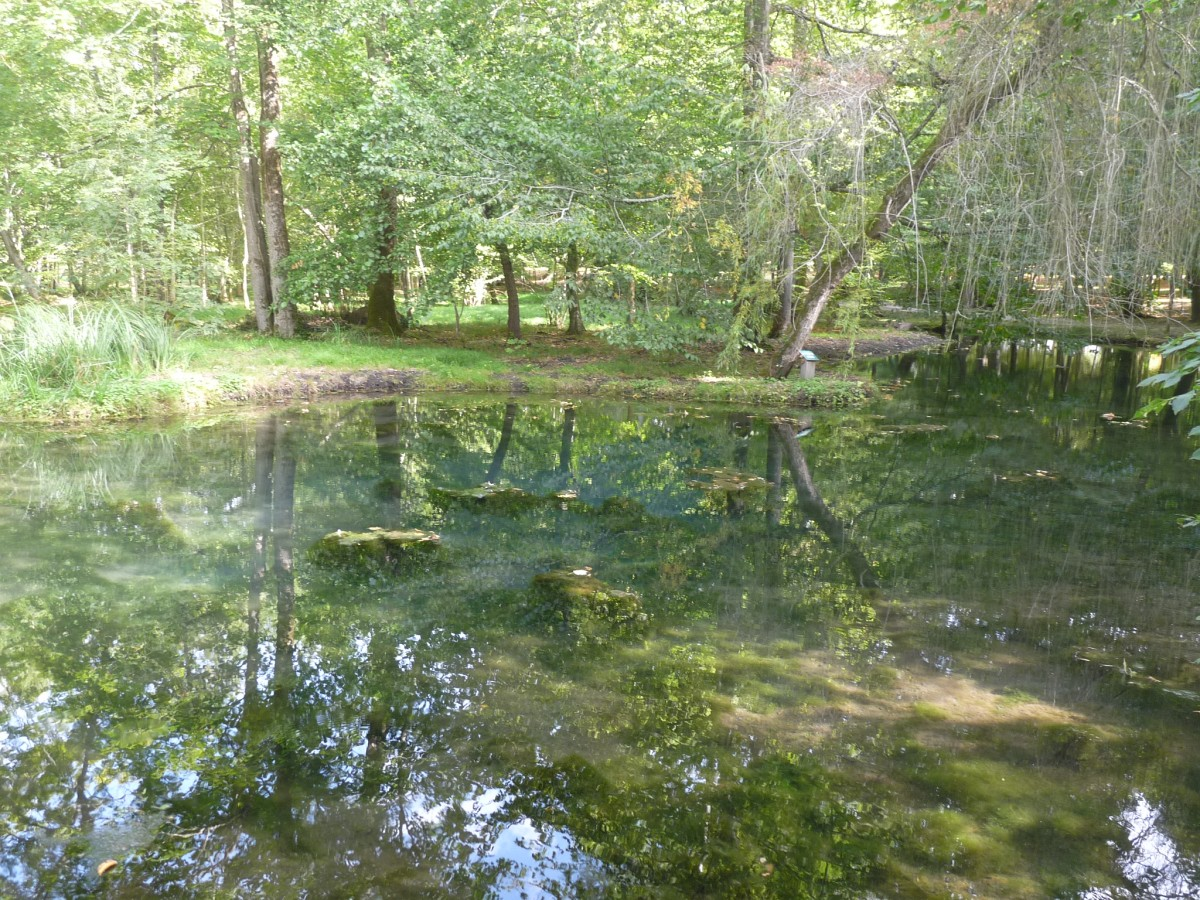
Les Fontaines sereines
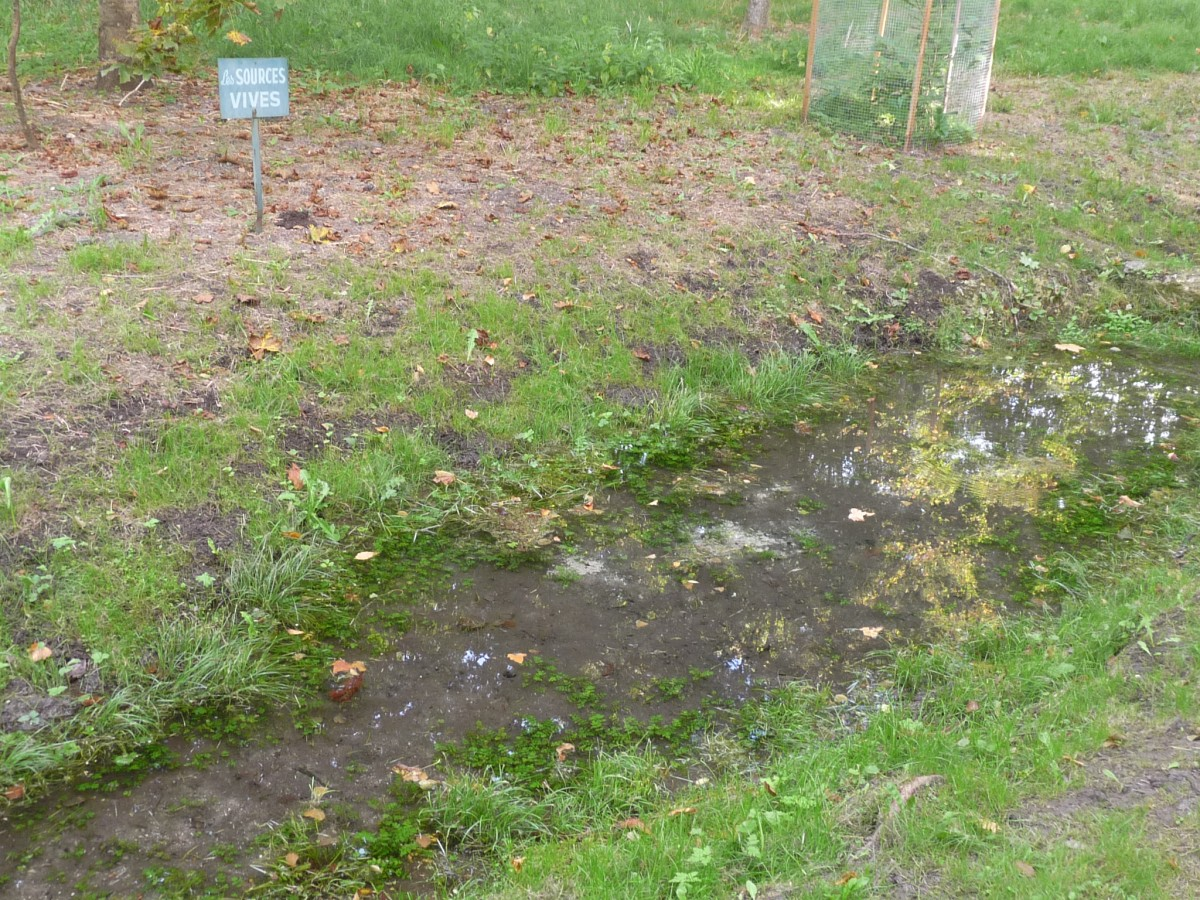
Les Sources vives
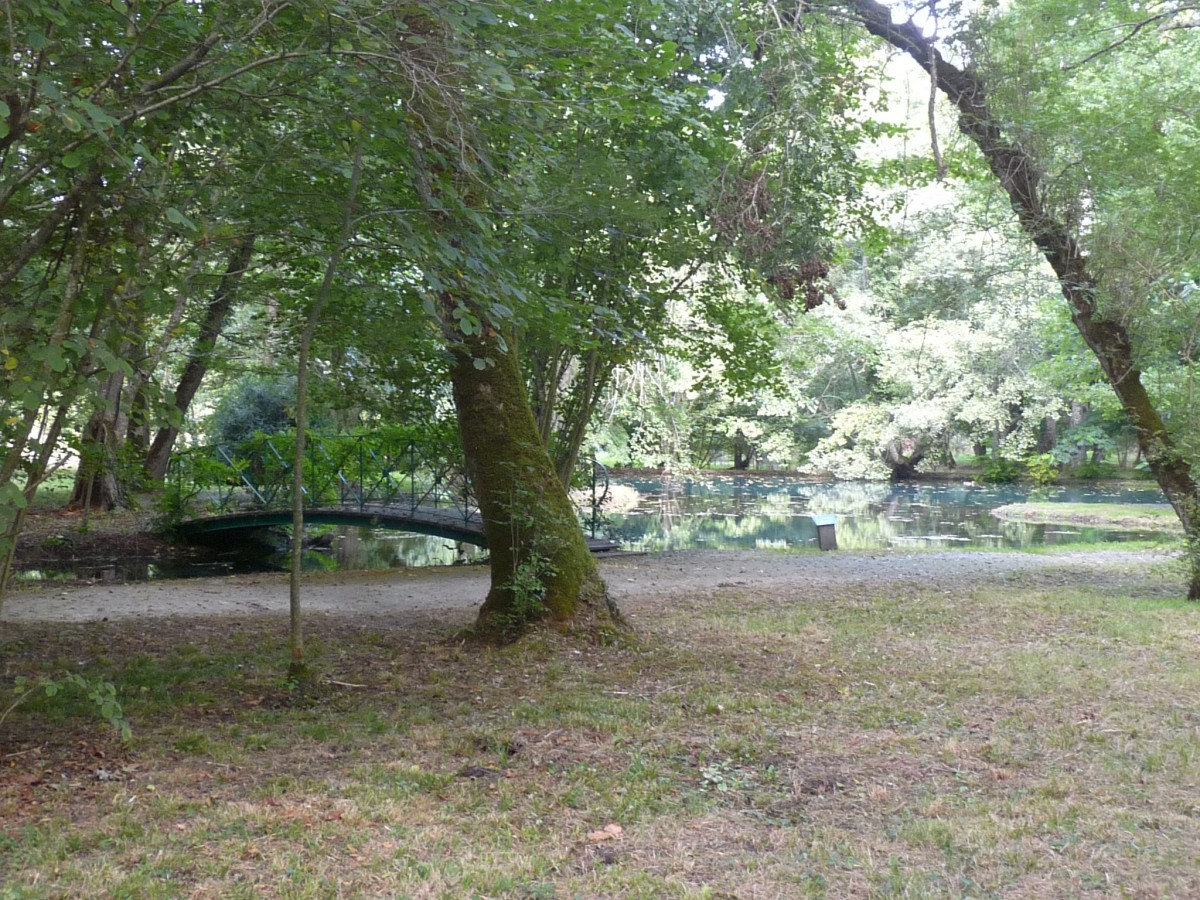
Le bas du parc près des Fontaines bleues